# Lea Goldberg

"Din cântecele țării iubirii mele" - Ciornă, manuscris al lui Lea Goldberg

Lea Goldberg (în ebraică לאה גולדברג, n. 29 mai 1911, Königsberg în Prusia Orientală, azi Kaliningrad în Rusia - d. 15 ianuarie 1970, Ierusalim) a fost o poetă israeliană, originară din Lituania, scriitoare pentru adulți și copii, traducătoare, dramaturg, critic literar și cercetătoare a literaturii, una din cele mai remarcabile figuri ale poeziei ebraice moderne.
După cum se exprimă Sebastian Costin," versurile ei poarta amprenta unui spirit rafinat, de înaltă cultură europeană, și în același timp de o excepțională sensibilitate"  

## Copilăria și studiile
Lea Goldberg s-a născut în 1911 într-o familie evreiască din orașul lituanian Kaunas (Kovno), pe atunci aflat în Imperiul Rus. Locul nașterii ei a fost însă orașul german Königsberg din Prusia Orientală (azi Kaliningrad în Federația Rusă) unde mama ei a dorit să nască, după moartea prematură succesivă a doi sugari. După nașterea Leei familia s-a întors la Kaunas.
Tatăl ei, Avram Goldberg, admirator al literaturii idiș, specialist în economie, a fost fondatorul sistemului de asigurare socială din Lituania. 
În timpul primului război mondial împreună cu zeci de mii de locuitori evrei din regiunea Kaunas, zonă considerată apropiată de front, familia Goldberg a fost evacuată de autoritățile țariste în profunzimea teritoriului  rus. Ea a rămas pentru mai mulți ani la Balașov, în regiunea Saratov. La întoarcerea familiei în Lituania după război, tatăl, acuzat de "comunism", a fost arestat și supus la maltratări și torturi psihice, mai ales înscenări repetate de execuție, vreme de o săptămână la rând, de către un grup de grăniceri lituanieni albgardiști. Ca urmare a acestui traumatism, el a suferit un șoc, s-a îmbolnăvit grav psihic pe tot restul vieții și a fost internat într-un sanatoriu în Germania.
Rămasă fără bărbat, mama poetei, Tzila (Cecilia Lvovna), a fost nevoită să lucreze ca funcționară de bancă, și să o trimită pe Lea la un liceu cu orar prelungit, Gimnaziul Schwabe.   
Potrivit cu schimbările în politica de educație a tânărului stat lituanian independent față de minoritățile naționale, gimnaziul la care învăța Lea a trecut de la o programă predominant rusă la un profil predominant ebraic. 
Lea a scris versuri din copilărie mai întâi în rusă (de la 5 ani), mai apoi și în ebraică, iar la urmă numai în ebraică.
Primele versuri publicate le-a semnat cu pseudonimul Lea Meshorer (Lea Poet).. Sub acest nume a tradus și câteva cântece populare lituaniene care au inspirat mai târziu culegerea de versuri "Cântece de la țară". După terminarea liceului, Lea Goldberg a studiat filosofia și limbile semitice la Universitățile din Kaunas,Berlin și Bonn. Teza de doctorat despre dialectul in care este scrisă Tora samaritenilor a scris-o la Universitatea din Bonn, sub îndrumarea orientalistului protestant german Paul Ernst Kahle. Izbutind să termine cursurile în august 1933, la șapte luni după venirea la putere a lui Hitler, Lea Goldberg s-a întors în Lituania, unde a terminat doctoratul. Apoi a predat  literatura la liceul ebraic din Rasieinai și a activat în cercurile literare evreiești - mai ales ca membră a grupului de scriitori ebraici „Patah” - din orașul ei Kaunas, care devenise (provizoriu) capitala Lituaniei independente.

## Pe meleagurile străbunilor. Anii la Tel Aviv
În anul 1935, cu ajutorul unei căsătorii fictive cu poetul evreu lituanian Shimele Gans (Shimon Gan),  ea a emigrat în Palestina, aflată atunci sub regimul mandatului britanic și s-a stabilit la Tel Aviv unde s-a alăturat cercului literar „Yahdav” al poeților  Natan Alterman și Avraham Shlonski, la încurajarea acestuia din urmă. În acelaș an a apăruse în Palestina și primul ei volum de versuri, „Tabaot ashan” (Inele de fum)   conținând, între altele  poeziile
"Litmunat ima" (La portretul mamei)  și "Yamim levanim" (Zile albe)  care după decenii au fost puse pe note de compozitorul Shlomo Idov.
Doi ani mai târziu a sosit în Palestina și mama ei, și amândouă s-au mutat împreună într-o locuință  la Tel Aviv pe strada Arnon 15.
În 1940 a apărut al doilea volum de versuri al  poetei, intitulat "Spicul cu ochii verzi" (Shibolet yerukat ha'ain). Unele din versuri erau pătrunse de dor după locurile unde a copilărit.
La Tel Aviv scriitoarea a fost consilieră literară  a Teatrului național ebraic Habima, de asemenea a colaborat la Editura Sifriat Hapoalim (Biblioteca Muncitorilor)(la departamentul de cărți pentru copii între 1943-1944) și la cotidienele „Haaretz”, „Davar” (din 1936, critică de artă și literatură) și „Al Hamishmar” (intre 1944-1951, critică de teatru) 
În cadrul activității la ziarele menționate mai sus, o atenție specială a dat scriitoarea creației pentru copii în cadrul suplimentelor pentru copii a două dintre acestea ,„Mishmar layeladim” (Al Hamishmar al copiilor) și mai ales „Davar layeladim” (Davar al copiilor), unde a fost redactoare. Ea a mai avut mai tarziu (în anii 1958-1962) și sarcina redactării unei publicații ebraice destinate copiilor evrei din Diaspora: "Orot ktanim" (Luminițe).
În acea perioadă Lea Goldberg a scris și poezii precum și cărți pentru copii care vor deveni clasice: „Yediday mirehov Arnon” („Amicii mei din strada Arnon"), „Ma osot haayalot” (Ce fac gazelele?) și „Hamefuzar mikfar Azar” (Copilul distrat din Kfar Azar sau, într-o traducere liberă Copilul distrat de la noi din sat). În plus, pentru a se putea întreține a lucrat ca profesoară la o școală, ca redactoare de cărți destinate copiilor în cadrul editurii Sifriat Hapoalim și a compus până și reclame de publicitate versificate.

## Activitatea la Ierusalim
În anul 1950, după ce i s-a promis un post la Universitatea Ebraică, s-a mutat împreună cu mama ei la Ierusalim. Ele au locuit mai întâi pe strada Washington , apoi au primit din partea Universității o locuință în strada Alfassi din cartierul Rehavia. În acest oraș ea va scrie ciclul de poezii „Ahavatá shel Tereza du Meun” (Iubirea Terezei du Meun), care descrie dragostea neîmplinită a unei femei din nobilimea franceză din Provence pentru un tânăr dascăl italian. Se spune că a scris acest ciclu după ce a cunoscut un tânăr elvețian, numit Jacques, aflat temporar la perfecționare la Universitatea Ebraică.

În cele din urmă, in 1954 a fost numită conferențiară de literatură la Universitatea Ebraică din Ierusalim.
Din anul 1963 a condus acolo catedra de literatură comparată, pe care a întemeiat-o. 
Lea Goldberg a fost printre cei care au încurajat pe poeta  Dalia Ravikovicz la începutul carierei literare a acesteia. La cercul de discuții literare pe care l-a patronat au participat, în afara lui Ravikovicz, și alte tinere talente în curs de afirmare ca poeții
Yehuda Amihay, Tuvya Ruebner, Dan Paghis, Avner Trainin.
Lea Goldberg a scris mai apoi cartea pentru copii „Dira lehaskir” (Locuința de închiriat) și câteva cicluri suplimentare de poezii. Ultimul dintre ele, „Im halayla haze”, a fost publicat în 1964.
Vorbitoare a șapte limbi, Lea Goldberg a tradus în ebraică numeroase cărți străine , mai ales din capodoperele literaturii italiene (poezii de Petrarca) și ruse (romanul lui Tolstoi, „Război și pace”, povestiri de Cehov, romanul „Copilăria” de Gorki etc), dar și din creațiile lui Shakespeare sau Ibsen.  
De asemenea a scris critică literară și de teatru și în timpul liber s-a mai ocupat și cu pictura.
În anul 1969 i s-a diagnosticat un cancer de sân, iar ulterior și o tumoare la plămâni.
În iarna 1970, la 15 ianuarie, a murit la vârsta de 59 ani. Ea a fost înmormântată în cimitirul de pe colina Har Hamenuhot ("Muntele odihnei") din Ierusalim, în parcela rezervată profesorilor.
Mama ei Tzila, care i-a supraviețuit 13 ani, a fost cea care, în numele fiicei ei defuncte a preluat de Ziua Independenței a acelui an , Premiul de stat al Israelului pentru literatură.
Pe propria placă funerară Tzila Goldberg a cerut să fie scrise cuvintele "Mama lui Lea Goldberg".
O cercetătoare de la Universitatea din Haifa, dr. Ifat Weiss, a găsit că tatăl scriitoarei a murit în Holocaust.
Primul rând din ultima strofă a poeziei ei, „Copacul”, este înscris pe monumentul Flăcării veșnice de la intrarea principală în Parlamentul israelian - Knesset -„Dimineața se va înălța prin sângele lor” (Ubedamam haboker yaalé").

## Poezia lui Lea Goldberg
Potrivit cu spiritul timpului, poezia lui Lea Goldberg e mai puțin emfatică și înfrumusețată față de cea a generației de poeți ebraici dinaintea ei, ca de pildă Bialik și Tshernichowski apucând în mod evident calea modernismului. Ca și contemporanul ei, Nathan Alterman ea a fost influențată de simbolismul rus, dar spre deosebire de Alterman, ale carui versuri abundă în jocuri de muzicalitate și în metafore, nu totdeauna ușor de descifrat, Lea Goldberg s-a îndepărtat de polul formal-senzual în direcția unei poezii mai meditative, caracterizată prin claritatea subiectelor.
Ea nu a scris o poezie națională ori "angajată" în raport cu epopeea sionistă, ci a abordat teme individuale și universale.
A tratat într-un limbaj simplu, concis, și cu o notă melancolică teme ca fazele ciclului vieții - copilăria, iubirea, bătrânețea și moartea, peisajele orașului și ale naturii, deseori singurătatea, dorul și dragostea neîmplinită, care i-au fost cunoscute prea bine din experiența personală. Iubirea vieții i-a fost poetul Avraham Ben Itzhak, om dificil și închis, cu 28 ani mai în vârstă decât ea, și în legătură cu care a scris, la 11 ani după stingerea lui din viață: "O iubire mare, singură și unică, și care nu a fost de fel iubire".
Poezia ei reflectă uneori și fractura sufletească între cele doua medii - cel al copilăriei și cel al Țării ebraice renăscute ,"durerea celor două patrii".

## Opera

### Opera poetică
incluzând 9 culegeri de versuri publicate în timpul vieții 
- טבעות עשן  - 1935  (Inelul de fum) [11]
- שיבולת ירוקת-העין   - 1940  (Spicul cu ochii verzi)
- שיר בכפרים (Cântec de la țară)
- מביתי הישן   - 1944 {Mibeiti Hazashan)(Din casa mea cea veche )
- על הפריחה   - 1948   (Al haprihá) (Despre înflorire)
- 1952 -  אהבת שמשון(Ahavat Shimshon) (Dragostea lui Samson), șirag de versuri, ilustrate de Shraga Weil, Studioul Mikra ,  Tel Aviv
- ברק בבוקר   - 1955  (Barak baboker)(Fulger de dimineață)
- 1959 - מוקדם ומאוחר - מילים אחרונות (Mukdam umeuhar) (Devreme și târziu) poezii alese la 25 ani de creație, cu un supliment de versuri intitulate Ultime cuvinte - Milim aharonot
- 1964 -  Im halaila hazé - Cu noaptea aceasta)
- 1971 -   שארית החיים  (Sheerit haím ) (Restul de viață)  poezii și însemnări din arhivă, editate dupa moartea poetei.
- שירי סוף הדרך   שירים שמספרים על גלגולי החיים Shirey sof haderekh - Poezii de sfârșit de drum - versuri povestind despre metempsihoză
- זוטא  - 1981 (Mărunte) -  culegere de versuri

### Traduceri
- din literatura italiană - din Francesco Petrarca și Dante Alighieri
- din literatura rusă - „Război si pace”  de Lev Tolstoi , povestiri de Anton Cehov, „Copilăria” de Maksim Gorki, versuri de moderniștii ruși
- din literatura franceză - versuri de Charles Baudelaire
- din literatura de limba germană - versuri de Rainer Maria Rilke
- din literatura scandinavă - versuri și teatru de Henrik Ibsen

### Literatură pentru copii și tineret
20 cărți devenite clasice:
- 1939 -  Haorakhat MiKineret (Musafira din Kineret) , ilustrații de Arie Navon, Tel Aviv
- 1959 - Dira lehaskir - (Locuință de închiriat) publicata impreuna cu povestirile Kakh velo kakh (Asa si nu asa) si Maasé bi'shloshá egozim  (Poveste despre trei nuci)
- 1968 - Hamefuzar miKfar Azar
- 1971 - Ayé  Pluto? Unde e Pluto?, versuri în rime - ilustrate de Ari Ron
- 1983 - Uri Kaduri - versuri in rime - ilustrate de Arie Navon
- - Nissim veniflaot - Minuni și minunății
- - Kova ksamim - Căciula fermecată
- - Ma osot haayalot? Ce fac gazelele?
- - Yediday mirehov Arnon Prietenii mei din strada Arnon - ilustratii de Avigdor Levizade
- - Domnul Născocilă - Mar Guzmai Habadai
- - Shamgar Hanagar -  Un tâmplar numit Shamgar
- - Mor Hakhamor -  Măgarul Mor
- - Sar Hayeladim
- - Tzrif katan - O baracă mică

### Proză
două romane, amintiri și 24 povestiri:
- 1937 - Mihtavim mnessiá medumá

(Scrisori dintr-o călătorie imaginară)- roman
- 1946 - Vehú haòr (Și el e lumina), roman cu elemente autobiografice, retipărit în 2005, cu referințe la un tată absent,internat în spital psihiatric din pricina unei boli sufletești.
- 1952 - Pghishá im meshorer  - Întâlnire cu un poet

amintiri despre poetul Avraham Ben Itzhak 
- 1972 - un număr de povestiri publicate postum de Tuviya Ruebner
- 2009 - volumul  "Kol hasipurim" (Toate povestirile) , 24 ca număr, publicate postum sub îngrijirea lui Gideon Tikotzki și Hamutal Ben Yossef

### Teatru
3 piese de teatru
- 1938 - Yam bakhalon (O mare din fereastră)
- 1955 - Baalat Haarmon (Castelana)-

a fost pus în scenă în 1957 în traducere engleză la Gate Theatre din Dublin, Irlanda, în regia israelianului Izi Avrahami, republicată în volumul 9 al Scrierilor ei, editate de Tuvia Ruebner - 1980. 
- 1938 - Hahar ha'ilem (Muntele mut) - nu a fost jucată în timpul vieții autoarei

### Eseistică, filologie și critică literară
6 cărți
- Akhdut ha'am vehayekum bitzirat Tolstoy Unitatea dintre popor și cosmos în creația lui Tolstoi 1959, editura Magnes,Ierusalim
- Omanut Hasipur - Arta povestirii- 1963
- Hamisha prakim bisodot hashira - Cinci capitole despre elementele poeziei 1966,  Hotzaat Hasohnut Hayehudit
- Hasifrut harusit bamea ha-19 - Literatura rusă în secolul al 19-lea - 1968
- Haometz behulin - bekhinot uteamim besifrutenu hakhadasha

Îndrăzneală în cele profane - evaluări și accente în literatura noastră nouă, editată de A.B.Yaffe - Sifriat Hapoalim 1976
- Mador umaavar - bekhinot uteamin basifrut haklalit

- evaluări și accente în literatura generală - editată de Ora Kuris, 1977

## Distincții și onoruri
- Premiul Ruppin pentru volumul de versuri "Al Haprihá"(1949)
- Premiul de stat -  Premiul Israel pentru literatură - în anul 1970 (scriitoarea a decedat înainte de putea prelua premiul)

## Traduceri ale creației lui Lea Goldberg în românește
traducători în românește din operele lui Lea Goldberg:
- Maria Banuș - în antologia „Din poezia de dragoste a lumii”, vol I, Biblioteca pentru toți, editura Minerva (editură), 1974, București - poezia  Spre mine
- Sebastian Costin- în antologia „La marginea cerului -Poeți ebraici contemporani”, editura Cartea românească, 1992 poeziile Încă o zi, Cântecele sfârșitului de drum (1-3), Dragostea lui Samson (1-7),Trei zile (1-3), Iubirea Teresei de Meun, precum și articolul Leei Goldberg „Un glas în corul universal  al poeților”